# Eleni Foureira
Eleni Foureira (griechisch Ελένη Φουρέιρα; * 7. März 1987 in Fier, Albanien als Entela Fureraj) ist eine griechische Sängerin.

## Leben
Eleni Foureira wurde als Tochter eines Bauarbeiters und einer Schneiderin in einfachen Verhältnissen geboren. Zusammen mit ihren drei Geschwistern verließ sie Albanien, als sie etwa zehn Jahre alt war. Sie lebt seit diesem Zeitpunkt im griechischen Kallithea.
Eleni Foureira ist seit 2016 mit dem spanischen Fußballspieler Alberto Botía liiert. Im Februar 2023 wurde das Paar Eltern eines Sohnes.
Sie war Mitglied der von 2007 bis 2009 existierenden Girlgroup Mystique, ehe sie eine Solokarriere verfolgte. 2010 erschien ihr Debütalbum bei Universal Music Greece, das in Griechenland und Zypern Platinstatus erreichte.
2018 vertrat sie mit dem Titel Fuego Zypern beim Eurovision Song Contest und belegte Platz zwei hinter Israel.

## Diskografie

### Alben
- 2010: Eleni Foureira
- 2012: Ti Poniro Mou Zitas
- 2014: Anemos agapis
- 2017: Vasilissa
- 2022: Poli Ploki

### Singles
- 2010: Chica Bomb (Remix) (mit Dan Bălan)
- 2010: To ’Cho (Pom Pom)
- 2010: Ase Me
- 2011: Mia Nychta Mono (mit Thirio)
- 2011: Paixe Mazi Mou (Fun) (mit Ciprian Rodu)
- 2011: Reggaeton
- 2012: To Party De Stamata (mit Midenistis)
- 2012: All I Need
- 2012: Stou Erota Tin Trela
- 2012: Fotia (mit Nevma)
- 2012: Pio Erotas Pethaineis
- 2013: Sweetest Love
- 2013: Rantevou Stin Paralia
- 2013: Anemos Agapis
- 2013: Pes To Kathara (mit Vasilis Karras)
- 2014: Vazo Tin Kardia
- 2014: Party Sleep Repeat (PSR)
- 2014: Tranquila (mit J Balvin)
- 2014: Mou Pan i Agapi
- 2015: Ladies (Stand Up)
- 2015: Pio Dinata
- 2015: Sto Theo Me Paei (Golden Boy)
- 2016: Den Sou Chrostao Agapi
- 2016: Delicious (mit Butrint Imiri)
- 2016: Ti Koitas (mit Mike)
- 2016: 2017 S’agapo
- 2017: Mono Gia Sena
- 2017: To Kati Pou Echeis
- 2017: Send for Me (mit A.M. SNiPER & Afro B)
- 2017: Vasilissa
- 2017: 2018 S’agapo
- 2018: Fuego
- 2018: Caramela
- 2018: Tómame
- 2019: Triumph
- 2019: Gypsy Woman – La-Da-Dee
- 2019: El Ritmo Psicodélico
- 2019: Call Ya
- 2019: Barcelona
- 2019: Maria
- 2019: Loquita (mit Claydee)
- 2019: Allo Level (mit Lil Barty)
- 2019: 2020 S’agapo
- 2020: Yayo
- 2020: Temperatura
- 2020: Light It Up
- 2020: Dokimase Me
- 2021: Fotiá (mit Evangelia)
- 2022: Mono Esy Kai Go (mit Argiros)

### Gastbeiträge
- 2019: Sirens (Kaan feat. Snoop Dogg & Eleni Foureira)